# Ekstraklasa 2019-20
La temporada 2019-20 fue la 86.ª edición de la Ekstraklasa, el más alto nivel de fútbol en Polonia desde su creación en 1927. El Legia de Varsovia se coronó por decimocuarta vez campeón de la Liga Polaca.

## Formato de competencia
La temporada tiene dos fases. En la primera fase, llamada temporada regular, cada equipo debe jugar contra todos dos veces en partidos de local y visitante para un total de 30 partidos. En la segunda fase, los ocho primeros clasificados acceden a la ronda de campeonato y los últimos ocho equipos jugaran la ronda de descenso. En estas dos rondas disputadas al mismo tiempo cada equipo jugará contra los otros siete dos veces, una vez más en partidos de ida y vuelta para un total de 14 partidos.
Al final de la temporada el equipo con más puntos en la ronda campeonato se proclama campeón y se clasifica a la segunda ronda previa de la Liga de Campeones de la UEFA 2020-21, mientras los equipos que acaben en segunda y tercera posición acceden a la primera ronda previa de la Liga Europea de la UEFA 2020-21.
Desde esta temporada, los últimos tres equipos de la ronda de descenso descenderán automáticamente a la I Liga.

## Ascensos y descensos
Al igual que la temporada pasada, los dos últimos equipos descendieron a la I Liga y fueron sustituidos por los dos mejores equipos de la I Liga 2018-19.
El Miedź Legnica y el Zagłębie Sosnowiec terminaron en el puesto 15º y 16º respectivamente, y descendieron a la I Liga como resultado. El Raków Częstochowa campeón de la I Liga vuelve a la máxima categoría después de 27 años, y el ŁKS Łódź segundo, regresa a la Ekstraklasa tras 7 temporadas.
| Pos. | Descendidos de la Ekstraklasa 2018-19 |
| ---- | ------------------------------------- |
| 15º  | Miedź Legnica                         |
| 16º  | Zagłębie Sosnowiec                    |

| Pos. | Ascendido de la I Liga de Polonia 2018-19 |
| ---- | ----------------------------------------- |
| 1º   | Raków Częstochowa                         |
| 2º   | ŁKS Łódź                                  |

## Equipos participantes
| Equipo                | Ciudad      | Estadio                           | Capacidad |
| --------------------- | ----------- | --------------------------------- | --------- |
| Arka Gdynia           | Gdynia      | Stadion GOSiR                     | 15.139    |
| KS Cracovia           | Cracovia    | Estadio Mariscal Józef Piłsudski  | 15.114    |
| Górnik Zabrze         | Zabrze      | Estadio Ernest Pohl               | 24.563    |
| Jagiellonia Białystok | Białystok   | Estadio Municipal de Bialystok    | 22.432    |
| Korona Kielce         | Kielce      | Estadio Kielce City               | 15.550    |
| Lech Poznań           | Poznań      | Estadio Municipal de Poznań       | 43.269    |
| Lechia Gdańsk         | Gdańsk      | Stadion Energa Gdańsk             | 43.615    |
| Legia de Varsovia     | Varsovia    | Estadio del Ejército Polaco       | 31.800    |
| ŁKS Łódź              | Łódź        | Stadion ŁKS                       | 5.700     |
| Piast Gliwice         | Gliwice     | Estadio Municipal de Gliwice      | 10.037    |
| Pogoń Szczecin        | Szczecin    | Estadio Municipal Florian Krygier | 18.027    |
| Raków Częstochowa     | Częstochowa | GIEKSA Arena                      | 5.264     |
| Śląsk Wrocław         | Breslavia   | Estadio Municipal de Wrocław      | 45.105    |
| Wisła Cracovia        | Cracovia    | Estadio Henryk Reyman             | 33.326    |
| Wisła Płock           | Płock       | Estadio Kazimierz Górski          | 12.800    |
| Zagłębie Lubin        | Lubin       | Stadion Zagłębia                  | 16.068    |

### Personal y uniformes
| Club                  | Técnico             | Capitán              | Firma deportiva | Patrocinador              |
| --------------------- | ------------------- | -------------------- | --------------- | ------------------------- |
| Arka Gdynia           | Jacek Zieliński     | Adam Marciniak       | Adidas          | LV Bet, Gdynia            |
| KS Cracovia           | Michał Probierz     | Janusz Gol           | Nike            | Comarch                   |
| Górnik Zabrze         | Marcin Brosz        | Szymon Matuszek      | Adidas          | Allianz                   |
| Jagiellonia Białystok | Ireneusz Mamrot     | Taras Romanczuk      | Erreà           | STS, Wschodzący Białystok |
| Korona Kielce         | Gino Lettieri       | Bartosz Rymaniak     | Puma            | Suzuki                    |
| Lech Poznań           | Dariusz Żuraw       | Darko Jevtić         | Macron          | Aforti                    |
| Lechia Gdańsk         | Piotr Stokowiec     | Flávio Paixão        | New Balance     | Energa, Paytren           |
| Legia Varsovia        | Aleksandar Vuković  | Artur Jędrzejczyk    | Adidas          | Fortuna                   |
| ŁKS Łódź              | Kazimierz Moskal    | Michał Kołba         | Adidas          | forBET                    |
| Piast Gliwice         | Waldemar Fornalik   | Gerard Badía         | Adidas          | Gliwice                   |
| Pogoń Szczecin        | Kosta Runjaić       | Adam Frączczak       | Zina            | Grupa Azoty               |
| Raków Częstochowa     | Marek Papszun       | Andrzej Niewulis     | Macron          | x-kom                     |
| Śląsk Wrocław         | Vítězslav Lavička   | Krzysztof Mączyński  | Adidas          | forBET                    |
| Wisła Cracovia        | Maciej Stolarczyk   | Jakub Błaszczykowski | Adidas          | LV Bet                    |
| Wisła Płock           | Radosław Sobolewski | Bartłomiej Sielewski | Adidas          | PKN Orlen, Budmat         |
| Zagłębie Lubin        | Ben van Dael        | Ľubomír Guldan       | Nike            | KGHM                      |

## Tabla de posiciones

### Temporada regular
| Pos. | Equipo                | Pts. | PJ | G  | E  | P  | GF | GC | Dif. | Clasificación                     |
| ---- | --------------------- | ---- | -- | -- | -- | -- | -- | -- | ---- | --------------------------------- |
| 1    | Legia Varsovia        | 60   | 30 | 19 | 3  | 8  | 63 | 30 | +33  | Clasificación al Grupo Campeonato |
| 2    | Piast Gliwice         | 53   | 30 | 16 | 5  | 9  | 36 | 26 | +10  | Clasificación al Grupo Campeonato |
| 3    | Śląsk Wrocław         | 49   | 30 | 13 | 10 | 7  | 42 | 33 | +9   | Clasificación al Grupo Campeonato |
| 4    | Lech Poznań           | 49   | 30 | 13 | 10 | 7  | 55 | 29 | +26  | Clasificación al Grupo Campeonato |
| 5    | KS Cracovia           | 46   | 30 | 14 | 4  | 12 | 39 | 29 | +10  | Clasificación al Grupo Campeonato |
| 6    | Pogoń Szczecin        | 45   | 30 | 12 | 9  | 9  | 29 | 31 | −2   | Clasificación al Grupo Campeonato |
| 7    | Jagiellonia Białystok | 44   | 30 | 12 | 8  | 10 | 40 | 38 | +2   | Clasificación al Grupo Campeonato |
| 8    | Lechia Gdańsk         | 43   | 30 | 11 | 10 | 9  | 40 | 42 | −2   | Clasificación al Grupo Campeonato |
| 9    | Górnik Zabrze         | 41   | 30 | 10 | 11 | 9  | 39 | 38 | +1   | Clasificación al Grupo Descenso   |
| 10   | Raków Częstochowa     | 41   | 30 | 12 | 5  | 13 | 38 | 43 | −5   | Clasificación al Grupo Descenso   |
| 11   | Zagłębie Lubin        | 38   | 30 | 10 | 8  | 12 | 49 | 46 | +3   | Clasificación al Grupo Descenso   |
| 12   | Wisła Płock           | 38   | 30 | 10 | 8  | 12 | 36 | 49 | −13  | Clasificación al Grupo Descenso   |
| 13   | Wisła Cracovia        | 35   | 30 | 10 | 5  | 15 | 37 | 47 | −10  | Clasificación al Grupo Descenso   |
| 14   | Korona Kielce         | 30   | 30 | 8  | 6  | 16 | 21 | 37 | −16  | Clasificación al Grupo Descenso   |
| 15   | Arka Gdynia           | 29   | 30 | 7  | 8  | 15 | 28 | 47 | −19  | Clasificación al Grupo Descenso   |
| 16   | ŁKS Łódź              | 21   | 30 | 5  | 6  | 19 | 26 | 53 | −27  | Clasificación al Grupo Descenso   |

 Fuente: Ekstraklasa, 90minut.pl
Criterios de clasificación: 1) Puntos; 2) puntos entre sí; 3) diferencia de goles; 4) Goles marcados.

#### Resultados
| Local \ Visitante     | ARK | CRA | GÓR | JAG | KOR | LPO | LGD | LEG | ŁKS | PIA | POG | RAK | ŚLĄ | WIS | WPŁ | ZAG |
| --------------------- | --- | --- | --- | --- | --- | --- | --- | --- | --- | --- | --- | --- | --- | --- | --- | --- |
| Arka Gdynia           | —   | 0–1 | 1–0 | 0–3 | 1–1 | 0–0 | 2–2 | 0–1 | 1–1 | 0–0 | 1–1 | 3–2 | 2–1 | 0–0 | 1–2 | 2–1 |
| KS Cracovia           | 3–1 | —   | 1–1 | 0–1 | 1–0 | 2–1 | 1–0 | 1–2 | 1–2 | 2–0 | 2–0 | 3–0 | 2–0 | 0–2 | 1–1 | 2–0 |
| Górnik Zabrze         | 2–0 | 3–2 | —   | 3–0 | 3–0 | 1–3 | 2–2 | 2–0 | 1–1 | 1–1 | 3–1 | 1–0 | 0–0 | 4–2 | 2–2 | 1–0 |
| Jagiellonia Białystok | 2–0 | 3–2 | 3–1 | —   | 0–0 | 1–1 | 3–0 | 0–0 | 2–0 | 0–2 | 2–3 | 0–1 | 1–0 | 3–2 | 2–2 | 0–1 |
| Korona Kielce         | 0–1 | 1–0 | 0–0 | 0–2 | —   | 0–3 | 1–2 | 1–2 | 1–0 | 1–2 | 0–1 | 3–0 | 1–0 | 1–1 | 0–1 | 1–0 |
| Lech Poznań           | 1–1 | 1–2 | 4–1 | 1–1 | 0–0 | —   | 2–0 | 0–1 | 2–0 | 3–0 | 4–0 | 3–0 | 1–3 | 4–0 | 4–0 | 1–2 |
| Lechia Gdańsk         | 4–3 | 1–3 | 1–1 | 1–1 | 2–0 | 2–1 | —   | 0–2 | 3–1 | 1–0 | 0–1 | 0–3 | 1–1 | 0–0 | 2–0 | 1–2 |
| Legia Varsovia        | 5–1 | 2–1 | 5–1 | 4–0 | 4–0 | 2–1 | 1–2 | —   | 3–1 | 1–2 | 1–2 | 3–1 | 0–0 | 7–0 | 3–1 | 1–0 |
| ŁKS Łódź              | 1–4 | 1–0 | 0–1 | 0–3 | 4–1 | 1–2 | 0–0 | 2–3 | —   | 0–1 | 0–0 | 2–0 | 0–1 | 2–4 | 0–0 | 3–2 |
| Piast Gliwice         | 1–0 | 1–0 | 0–0 | 3–1 | 1–0 | 1–1 | 1–2 | 2–0 | 2–1 | —   | 0–0 | 2–1 | 0–3 | 4–0 | 1–0 | 2–0 |
| Pogoń Szczecin        | 2–0 | 1–0 | 1–1 | 1–2 | 0–1 | 1–1 | 1–1 | 3–1 | 1–0 | 1–0 | —   | 1–2 | 0–0 | 1–0 | 1–2 | 0–3 |
| Raków Częstochowa     | 2–0 | 1–3 | 2–1 | 2–1 | 0–1 | 2–3 | 2–1 | 2–2 | 1–1 | 2–0 | 0–0 | —   | 1–0 | 1–0 | 1–2 | 2–1 |
| Śląsk Wrocław         | 2–1 | 2–1 | 2–1 | 1–1 | 2–1 | 1–1 | 2–2 | 0–3 | 4–0 | 2–1 | 1–1 | 1–1 | —   | 2–1 | 3–1 | 4–4 |
| Wisła Cracovia        | 0–1 | 0–1 | 1–0 | 3–0 | 2–0 | 1–1 | 0–1 | 1–3 | 4–0 | 1–2 | 1–0 | 3–2 | 0–1 | —   | 2–2 | 4–2 |
| Wisła Płock           | 4–1 | 0–0 | 1–1 | 3–1 | 1–4 | 0–2 | 1–2 | 1–0 | 2–1 | 2–1 | 2–3 | 0–2 | 1–2 | 2–1 | —   | 1–1 |
| Zagłębie Lubin        | 2–0 | 1–1 | 2–0 | 2–2 | 1–1 | 3–3 | 4–4 | 2–1 | 3–1 | 0–3 | 0–1 | 2–2 | 3–1 | 0–1 | 5–0 | —   |

### Grupo Campeonato
| Pos. | Equipo                | Pts. | PJ | G  | E  | P  | GF | GC | Dif. | Clasificación                                                    |
| ---- | --------------------- | ---- | -- | -- | -- | -- | -- | -- | ---- | ---------------------------------------------------------------- |
| 1    | Legia Varsovia (C)    | 69   | 37 | 21 | 6  | 10 | 70 | 35 | +35  | Clasifica a Liga de Campeones de la UEFA 2020-21                 |
| 2    | Lech Poznań           | 66   | 37 | 18 | 12 | 7  | 70 | 35 | +35  | Primera fase clasificatoria de la Liga Europa de la UEFA 2020-21 |
| 3    | Piast Gliwice         | 61   | 37 | 18 | 7  | 12 | 41 | 32 | +9   | Primera fase clasificatoria de la Liga Europa de la UEFA 2020-21 |
| 4    | Lechia Gdańsk         | 56   | 37 | 15 | 11 | 11 | 48 | 50 | −2   |                                                                  |
| 5    | Śląsk Wrocław         | 54   | 37 | 14 | 12 | 11 | 51 | 46 | +5   |                                                                  |
| 6    | Pogoń Szczecin        | 54   | 37 | 14 | 12 | 11 | 37 | 39 | −2   |                                                                  |
| 7    | KS Cracovia (X)       | 53   | 37 | 16 | 5  | 16 | 49 | 40 | +9   | Primera fase clasificatoria de la Liga Europa de la UEFA 2020-21 |
| 8    | Jagiellonia Białystok | 52   | 37 | 14 | 10 | 13 | 47 | 50 | −3   |                                                                  |

 Fuente: Ekstraklasa, 90minut
Criterios de clasificación: 1) Puntos; 2) puntos entre sí; 3) diferencia de goles; 4) Goles marcados.
(X)Tras ganar la Copa de Polonia 2019-20, el KS Cracovia obtuvo un cupo para la Primera ronda de la Liga Europa de la UEFA 2020-21

#### Resultados
| Local \ Visitante     | LEG | PIA | ŚLĄ | LPO | CRA | POG | JAG | LGD |
| --------------------- | --- | --- | --- | --- | --- | --- | --- | --- |
| Legia Varsovia        | —   | 1–1 | 2–0 | —   | 2–0 | 1–2 | —   | —   |
| Piast Gliwice         | —   | —   | 1–0 | 0–2 | 1–1 | —   | 2–0 | —   |
| Śląsk Wrocław         | —   | —   | —   | 2–2 | 3–2 | 2–2 | —   | 1–2 |
| Lech Poznań           | 2–1 | —   | —   | —   | —   | 0–0 | 4–0 | 3–2 |
| KS Cracovia           | —   | —   | —   | 1–2 | —   | 2–1 | 1–2 | —   |
| Pogoń Szczecin        | —   | 1–0 | —   | —   | —   | —   | 2–2 | 0–1 |
| Jagiellonia Białystok | 0–0 | —   | 2–1 | —   | —   | —   | —   | 1–2 |
| Lechia Gdańsk         | 0–0 | 1–0 | —   | —   | 0–3 | —   | —   | —   |

### Grupo Descenso
| Pos. | Equipo            | Pts. | PJ | G  | E  | P  | GF | GC | Dif. | Clasificación        |
| ---- | ----------------- | ---- | -- | -- | -- | -- | -- | -- | ---- | -------------------- |
| 9    | Górnik Zabrze     | 53   | 37 | 14 | 11 | 12 | 51 | 47 | +4   |                      |
| 10   | Raków Częstochowa | 53   | 37 | 16 | 5  | 16 | 51 | 56 | −5   |                      |
| 11   | Zagłębie Lubin    | 53   | 37 | 15 | 8  | 14 | 61 | 53 | +8   |                      |
| 12   | Wisła Płock       | 51   | 37 | 14 | 9  | 14 | 44 | 53 | −9   |                      |
| 13   | Wisła Cracovia    | 45   | 37 | 13 | 6  | 18 | 44 | 56 | −12  |                      |
| 14   | Arka Gdynia       | 40   | 37 | 10 | 10 | 17 | 39 | 57 | −18  | Descenso a la I liga |
| 15   | Korona Kielce     | 35   | 37 | 9  | 8  | 20 | 29 | 48 | −19  | Descenso a la I liga |
| 16   | ŁKS Łódź          | 24   | 37 | 6  | 6  | 25 | 33 | 68 | −35  | Descenso a la I liga |

 Fuente: Ekstraklasa, 90minut
Criterios de clasificación: 1) Puntos; 2) puntos entre sí; 3) diferencia de goles; 4) Goles marcados.

#### Resultados
| Local \ Visitante | GÓR | RAK | ZAG | WPŁ | WIS | KOR | ARK | ŁKS |
| ----------------- | --- | --- | --- | --- | --- | --- | --- | --- |
| Górnik Zabrze     | —   | 4–1 | 0–2 | —   | 0–1 | 3–2 | —   | —   |
| Raków Częstochowa | —   | —   | 1–2 | 2–1 | 3–1 | —   | 3–2 | —   |
| Zagłębie Lubin    | —   | —   | —   | 0–1 | 3–1 | 2–1 | —   | 1–0 |
| Wisła Płock       | 1–0 | —   | —   | —   | —   | 3–1 | 0–0 | 2–0 |
| Wisła Cracovia    | —   | —   | —   | 1–0 | —   | 1–1 | 0–1 | —   |
| Korona Kielce     | —   | 0–1 | —   | —   | —   | —   | 1–1 | 2–0 |
| Arka Gdynia       | 1–2 | —   | 3–2 | —   | —   | —   | —   | 3–2 |
| ŁKS Łódź          | 1–3 | 3–2 | —   | —   | 1–2 | —   | —   | —   |

## Estadísticas jugadores

### Máximos goleadores
- Actualizado el 19 de julio de 2020.

| Pos. | Jugador           | Club                  | Goles |
| ---- | ----------------- | --------------------- | ----- |
| 1    | Christian Gytkjær | Lech Poznań           | 22    |
| 2    | Jorge Félix       | Piast Gliwice         | 16    |
| 2    | Igor Angulo       | Górnik Zabrze         | 16    |
| 4    | Damjan Bohar      | Zagłębie Lubin        | 15    |
| 5    | Jarosław Niezgoda | Legia Varsovia        | 14    |
| 5    | Flávio Paixão     | Lechia Gdańsk         | 14    |
| 7    | Rafael Lopes      | KS Cracovia           | 12    |
| 7    | Jesús Jiménez     | Górnik Zabrze         | 12    |
| 7    | Piotr Parzyszek   | Piast Gliwice         | 12    |
| 10   | Jesús Imaz        | Jagiellonia Białystok | 11    |

### Máximos asistentes
- Actualizado el 19 de julio de 2020.

| Pos. | Jugador          | Club              | Asistencias |
| ---- | ---------------- | ----------------- | ----------- |
| 1    | Filip Starzyński | Zagłębie Lubin    | 11          |
| 2    | Dani Ramírez     | Lech Poznań       | 7           |
| 3    | Petr Schwarz     | Raków Częstochowa | 8           |
| 3    | Alan Czerwiński  | Zagłębie Lubin    | 8           |
| 3    | Paweł Wszołek    | Legia Varsovia    | 8           |
| 6    | Sergiu Hanca     | KS Cracovia       | 7           |
| 7    | 9 jugadores      | 6                 |             |